# بيتر بيرغر
بيتر بيرغر (بالألمانية: Peter Ludwig Berger)‏‏ (17 مارس 1929 - 27 يونيو 2017) هو اجتماعي، وعالم عقيدة، وأستاذ جامعي، من الولايات المتحدة الأمريكية، ولد في فيينا، هو عضوٌ في الأكاديمية الأمريكية للفنون والعلوم.

## التعليم
تعلم في كلية واغنر ‏، وذا نيو سكول.

## أعمال بارزة
من أهم أعماله:
- The Social Construction of Reality.

## مناصب وهيئات
أدار جامعة بوسطن.

## روابط خارجية
- بيتر بيرغر على موقع الموسوعة البريطانية (الإنجليزية)
- بيتر بيرغر على موقع مونزينجر (الألمانية)